# Коломийцев в полный рост
«Коломи́йцев в по́лный рост» («Исто́рии из жи́зни Кли́ма Петро́вича Коломи́йцева, кавале́ра мно́гих ордено́в, депута́та горсове́та, ма́стера це́ха, зна́тного челове́ка») — сатирический цикл песен Александра Галича, включающий истории из жизни «номенклатурного пролетария» Клима Петровича Коломийцева, рассказанные от первого лица. Герой цикла — собирательный образ типичного советского начальника и партийного функционера невысокого ранга, призванного представлять «рабочий класс» в руководящих органах и сталкивающегося с противоречиями между своей партийно-государственной функцией и окружающей жизнью. Главный объект сатиры Галича — мышление его героя, подчинённое казённой бессмыслице лозунгов, полное разрушение смысла слов и порабощение сознания, по выражению литературоведа Льва Аннинского, «бесовщиной всеобщей подмены» подлинного мнимым. Современные исследователи отмечают, что среди всех пародийных «масок», созданных Галичем, Клим Петрович — наиболее проработанный образ, в котором эпоха нашла своего героя. Он остаётся актуальным и в постсоветской России.
Первая песня о Климе Петровиче Коломийцеве — «О том, как у знатного шахтёра, Героя соцтруда Клима Петровича Коломийцева случилась одна небольшая, но досадная неприятность» — появилась осенью 1968 года и первоначально рассматривалась автором как одна из ряда написанных им к тому времени пародийных баллад. Но вскоре была написана вторая песня о Коломийцеве и начал складываться песенный цикл, объединённый общим героем. Полностью цикл оформился в 1973 году, в него вошли три истории из жизни Клима Петровича и две «интермедии» между ними. Окончательный вариант «коломийцевского» цикла, дополненный ещё двумя фрагментами, названными «Избранные отрывки из выступлений Клима Петровича», был включён Галичем в подготовленную им в 1974 году книгу стихов «Когда я вернусь» и получил название «Коломийцев в полный рост».

## История «коломийцевского» цикла
Первая история о Коломийцеве, написанная осенью 1968 года, называлась «О том, как у знатного шахтёра, Героя соцтруда Клима Петровича Коломийцева случилась одна небольшая, но досадная неприятность». В ней герой рассказывает, как он, зачитывая на митинге выданный текст, обнаруживает, что его речь написана от имени матери-одиночки. Несмотря на это, Клим Петрович дочитывает речь до конца, а зал ему привычно аплодирует. Первоначально, судя по сохранившимся в записях авторским комментариям, Галич считал эту песню ещё одной в ряду его пародийных историй о советских обывателях, написанных, как он говорил, «от лица идиота», таких как «О малярах, истопнике и теории относительности», «Красный треугольник», «Право на отдых», «Баллада о прибавочной стоимости» и других. Изначально написание следующих историй о Коломийцеве не планировалось. Но вскоре, в декабре 1968 года, Коломийцев стал героем ещё одной истории, «О том, как Клим Петрович добивался, чтоб его цеху присвоили звание „Цеха коммунистического труда“», а в 1969 году Галич уже говорил о сложившемся у него замысле «коломийцевского» цикла, который должен был включать пять песен. После появления второй истории о Коломийцеве первая песня зарождающегося цикла подверглась некоторым изменениям — у неё изменились концовка и название. В остальном содержание первого рассказа о Климе Петровиче осталось неизменным, как и характеристика его социального статуса — «знатный человек».
К маю 1971 года относится первое известное исполнение входящей в цикл «интермедии», как её определил сам Галич. Она должна была располагаться между первой и второй историями и называлась «О том, как Клим Петрович, укачивая своего племянника Семёна, Клавкиного сына, неожиданно для самого себя сочинил научно-фантастический рассказ». Следующее её исполнение, в составе цикла, состоялось, судя по сохранившимся фонограммам, только в 1973 году. В том же 1971 году появилась и третья история цикла — «О том, как Клим Петрович восстал против экономической помощи слаборазвитым странам», — повествующая о поездке героя в Алжир в составе профсоюзной делегации и исполнявшаяся Галичем вместе с двумя предыдущими историями. В 1973 году была написана вторая «интермедия», сюжетно располагающаяся между второй и третьей историями — «Плач Дарьи Коломийцевой по поводу запоя её мужа Клима Петровича и попутно сообщение о том, какой у Клима Петровича оказался тонкий, почти что изысканный вкус». Известны высказывания автора о планах написать ещё две песни цикла — «О том, как Клим Петрович получил „строгача“» и ещё одну, неназванную. Но эти истории так и не были написаны, и на выступлениях 1974 года Галич уже говорил, что цикл в существующем виде «разросся до эпоса», приобрёл окончательный вид и продолжен не будет. При подготовке авторского сборника «Когда я вернусь» Галич предварил цикл о Коломийцеве двумя фрагментами под общим названием «Избранные отрывки из выступлений Клима Петровича». Дополненный цикл получил название «Коломийцев в полный рост», а один из вариантов прежнего названия цикла, используемого Галичем в выступлениях, — «Истории из жизни Клима Петровича Коломийцева — мастера цеха, кавалера многих орденов, члена бюро Парткома и депутата Горсовета» — стал подзаголовком.
В номере журнала «Континент», вышедшем после гибели Галича, была напечатана посвящённая поэту редакционная статья, в которой, в частности, говорилось:
Для этого номера он  обещал   три  новые песни  —  о  Климе Петровиче Коломийцеве. Обретая на Западе свою новую аудиторию, не только  русскую,  но итальянскую,  французскую,  он начал  отходить от своей первоначальной ностальгии, чувствовать себя нужным и  — вернулся к одному из своих старых героев.
Однако никаких текстов, черновиков или свидетельств, подтверждающих работу Галича над новыми историями о Коломийцеве, не найдено. Возможно, речь в статье шла об упоминавшемся в одном из интервью Галича новом цикле «в духе песен о Коломийцеве», под названием «Горестная жизнь и размышления начальника отдела кадров СМУ № 22 города Москвы», незаконченные фрагменты которого найдены в рукописях. Основой этого цикла мог быть неосуществлённый замысел одной из «коломийцевских» песен.

## Герой цикла
Герой цикла — Клим Петрович Коломийцев — одна из многих сатирических «масок» Галича, с помощью которых автор пытается понять и выразить своё время через речь и поведение персонажей песен. Сознание этих его героев подчинено нелепице казённых лозунгов, в нём неразличимы существенное и поверхностное, а их живая разговорная речь непрерывно перемежается штампами партийной пропаганды. Герои сатирических песен Галича, оказываясь в неразрешимом противоречии между требованиями государственно-партийной системы и реальной жизнью, становятся беспомощными в окружающем их мире. Основная сатирическая мишень «коломийцевского» цикла — происходящее в тоталитарном обществе разрушение смысла слов и влияние «бесовщины всеобщей подмены» подлинного мнимым на личность героя. Авторский сарказм Галича направлен не столько на самого героя и его окружение, сколько на породившую их действительность, где, по всеобщему уговору, господствует лицемерие, а суть дела становится совершенно неважна.
Клим Петрович Коломийцев — партийный и профсоюзный функционер «среднего звена», образцово-показательный представитель рабочего класса, который зачитывает на партийных мероприятиях заранее приготовленные для него речи и выезжает в составе официальной делегации в дружественную страну. При этом он не лишён чувства социальной справедливости, пусть и своеобразно понимаемой, и постоянно сталкивается с тем, что партийно-государственная функция, которую он должен выполнять, никак не связана с реальной жизнью. Образ Клима Петровича, как и герои других сатирических баллад Галича, разрушает миф о «простом советском человеке», находящемся в гармонии с самим собой и с обществом. Здоровое и рассудительное жизненное начало сочетается в нём с бездумным следованием государственным и партийным лозунгам. Оборотной стороной политизированного языка и мышления Коломийцева оказывается его внутренняя неудовлетворённость той действительностью, которую он отстаивает и защищает, о чём свидетельствуют постоянно проскакивающие в его речи «оговорки». Сам Галич отмечал, что такие, как Клим Петрович, смешны только на первый взгляд, они не только жертвы системы, которой служат, но и её опора. В то же время на концерте в Париже, в 1975 году, Галич признавался в любви к Климу Петровичу, оболваненному «бесстыдными фанфарами».
Фамилию своему герою автор, по видимому, дал по ассоциации с его профессией шахтёра, обозначенной в первоначальном названии первой истории (словом «коломиец» на старой Украине называли рабочих, добывавших каменную соль). Впоследствии упоминание о профессии Клима Петровича из названия песен и цикла в целом исчезло, сменившись на должность «мастер цеха». Имя же Клима Петровича Коломийцева отсылает к его возможным литературным прототипам, таким как собирательный образ «вечно пьяного слесаря или безлошадного крестьянина Клима» из романа Бунина «Жизнь Арсеньева», сделавший быструю карьеру булгаковский люмпен-пролетарий Клим Чугункин и Клим Яковлевич Лавин из поэмы Некрасова «Кому на Руси жить хорошо», который характеризуется как «мужик из никчёмных», хвастун и ловкач, презирающий честный труд, но при этом грамотен, «бывал в Москве и Питере» и напросился в бурмистры, став начальником и верным псом барина. Вероятна также ассоциация с современной Галичу неудачной советской кинокомедией «За витриной универмага», герой которой, Клим Петрович Куропаткин, заявлял: «…не подумайте, что я — какой-нибудь знатный человек!».
Подчёркивая целостность образа Клима Петровича, Галич часто предварял исполнение песен о нём следующими предупреждениями:
Все песни — на один мотив, только немножко разнятся припевы. Потому что Клим Петрович — человек простой и... в общем, тут с мотивами ему разбираться некогда.
Здесь [в песнях цикла] будут… в пределах средней школы, но тем не менее нецензурные выражения. Но автор даже не просит… извинения, ибо это говорит, так сказать, персонаж. А он иначе говорить не умеет.

## Содержание цикла
Галич, исполняя песни из коломийцевского цикла, объявлял их как «Истории из жизни Клима Петровича Коломийцева, кавалера многих орденов, депутата горсовета, мастера цеха, знатного человека». Порядок создания песен при этом не всегда совпадал с «внутренней хронологией» цикла. В текст входящих в цикл историй, а также в их названия и название цикла в целом со временем вносились изменения. Окончательный вариант цикла, получившего название «Коломийцев в полный рост», был включён Галичем в авторский сборник «Когда я вернусь», далее порядок и названия входящих в цикл текстов приведены по этому сборнику, выпущенному издательством «Посев» в 1977 году.

### Избранные отрывки из выступлений Клима Петровича
Предваряющие цикл «отрывки из выступлений» Коломийцева являются фрагментами, оставшимися, возможно, от задуманных, но незавершённых историй о Климе Петровиче. Об исполнении их автором ничего не известно.
В других историях цикла Клим Петрович предстаёт профессиональным зачитывателем заранее подготовленных идеологически выверенных текстов и при этом неглупым и здраво относящимся к действительности человеком. Но эти его «выступления» произнесены не «по бумажке» и выражают взгляды самого персонажа, о чём говорят их лексико-синтаксические и интонационные особенности. В этих фрагментах выражается деформированное пропагандистскими мифами и привычным демагогическим косноязычием мышление и внутренние комплексы самого Клима Петровича.

#### Из речи на встрече с интеллигенцией
В этом фрагменте Клим Петрович, поучая интеллигенцию от имени рабочего класса, демонстрирует свою боязнь инакомыслия и воспроизводит типичные штампы советской пропаганды, заявляя, что «пусть кой-чего не хватает пока, мы с Лениным в сердце зато!» и требуя «мыслить, как наше ЦК, и лично вы знаете — кто!».

#### Из беседы с туристами из Западной Германии
В этом выступлении Коломийцев клеймит «дикий Запад», обвиняя его в том, что «всё у вас — напоказ, а народ для вас никто и ничто». Но единственное, что он может противопоставить от лица социалистической системы, это

А у нас — природный газ,

Это раз.

И ещё — природный газ…

И опять — природный газ…
О народе, в пренебрежении которым он только что обвинял оппонентов, Клим Петрович при этом даже не упоминает.

### О том, как Клим Петрович выступал на митинге в защиту мира
Первая история о Климе Петровиче была написана осенью 1968 года. Из всех историй цикла она наиболее известная и часто цитируемая. Первоначально эта песня называлась «О том, как у знатного шахтёра, Героя соцтруда Клима Петровича Коломийцева случилась одна небольшая, но досадная неприятность» и разворачивалась как фарс в чистом виде. В начале герой рассказывает, как проводил выходной день в кругу семьи, что подчёркивается «разговорным» стилем и неспешным ритмом повествования. Особо Клим Петрович обращает внимание на то, что находился в «здравом уме и твёрдой памяти» и его вины в далее произошедшем нет:

У жене моей спросите, у Даши,

У сестре её спросите, у Клавки,

Ну, ни капельки я не был поддавши,

Разве только что — маленько — с поправки!
Воскресный отдых героя прерывается появлением обкомовского автомобиля и срочным отбытием Клима Петровича на митинг, где он должен в присутствии высокого партийного начальства произнести заранее подготовленную для него речь. С этого момента ритм и строй повествования меняются, приобретая черты громогласного ораторства, которое перемежается «внутренней речью» героя, демонстрирующей его отношение к происходящему. К своему участию в очередном партийном мероприятии Клим Петрович относится со всей серьёзностью, но при этом, подчёркивая ритуальный характер действия, иронически называет его «заутреней»:

Ну, ежели зовут меня,

То — майна-вира!

В ДК идет заутреня

В защиту мира!

И Первый там, и прочие — из области.
Клим Петрович читает свою речь на митинге «с листа», не ознакомившись с ней заранее («Я ж в зачтениях мастак, слава Богу!»), и внезапно обнаруживает, что ему выдали не тот текст и он громогласно призывает «израильскую военщину» к ответу от имени многодетной матери-одиночки. Но никто в зале, включая высокое начальство, не реагирует на случившийся конфуз, и Клим Петрович дочитывает речь до конца, а зал благосклонно ему аплодирует.
В первой редакции песни допущенная Климом Петровичем «промашка» всё же не осталась без последствий и история заканчивалась тем, что в обкомовских кругах к нему прилипло прозвище «Маманя Клим». Но такой финал встретил возражения у аудитории Галича, да и сам поэт посчитал, что более типичным будет, если подмена текста останется незамеченной, поскольку на подобных собраниях все заранее знают, что должен сказать докладчик, и совершенно его не слушают. C начала 1969 года песня уже исполнялась с другой концовкой и первоначально фарсовая история из жизни Клима Петровича превратилась в театр абсурда, где все только формально соблюдают предписанный ритуал, а действительность полностью обессмысливается:

…

Первый тоже — лично — сдвинул ладоши.

А посля зазвал в свою вотчину

И сказал при всём окружении:

«Хорошо, блядь, ты им дал, по-рабочему!

Очень верно осветил положение!»
Вместе с концовкой изменилось и название песни, из него исчезло упоминание о случившейся «небольшой неприятности», которая могла бы помешать дальнейшей карьере Клима Петровича, как героя уже задуманного цикла, а также упоминание о его профессии, прямо не связанной с сюжетом и изменившейся в следующей истории цикла.

### О том, как Клим Петрович сочинил научно-фантастическую колыбельную, укачивая своего племянника — Семёна, Клавкиного сына
Первое известное исполнение этой короткой интермедии, рисующей Клима Петровича в неформальной, домашней обстановке, относится к 1971 году. При первом исполнении песня имела название «О том, как Клим Петрович, укачивая своего племянника Семёна, Клавкиного сына, неожиданно для самого себя сочинил научно-фантастический рассказ». Следующее известное исполнение в составе цикла, где интермедия разместилась между написанными ранее первой и второй историями, относится уже к 1973 году. Песня написана в традиции «пародийной колыбельной», восходящей к некрасовскому «Подражанию Лермонтову».
Колыбельная, сочиненная Климом Петровичем для сына своей свояченицы Клавки, упомянутой в первой истории, имеет сказочную форму и описывает посещение героем в далеком будущем пивной, где «рижского нет и московского нет, но есть жигулёвское пиво», что уже вызывает радость. В известных исполнениях этой песни Галич, практически не меняя остальной текст, постоянно изменял начало рассказа так, чтобы до описываемого времени оставалось 100 лет (первоначально «В далёком 2071 году…», потом «В далёком 2073 году…» и «В далёком 2075 году…»). В сочинённом Климом Петровичем фантастическом сюжете «героические» лозунги советской эпохи приобретают явно ироническое звучание:

И робот топтун, молчалив и мордаст,

Мне пиво с горошком зелёным подаст.

И выскажусь я, так сказать, говоря:

— Не зря ж мы страдали, и гибли не зря!
Дополнительные штрихи к образу героя и воображаемого им будущего даёт естественно употребляемая в рефрене колыбельной сниженная и приблатнённая лексика:

Спи, а то придет Кащей, 

Растудыть его в качель! 

Мент приедет на «козе»,

Зафуячит в КПЗ!

Вот, какие, брат, дела —

Мышка кошку родила.

### О том, как Клим Петрович добивался, чтобы его цеху присвоили звание «цеха коммунистического труда», и не добившись этого — запил
Первое исполнение второй истории цикла относится к декабрю 1968 года, причём Галич охарактеризовал её как «песенку пострашнее первой» и первоначально просил не переписывать и не распространять. Возможно, это было связано с тем, что он продолжал работать над текстом, первая строфа песни неоднократно изменялась и приобрела окончательный вид только в 1971 году. Не исключено также, что автор, получивший после единственного своего публичного концерта строгое предупреждение от Союза писателей и давший обещание не выступать со своими песнями публично, опасался неприятностей из-за её содержания. Однако в последующие годы Галич свободно исполнял эту песню перед магнитофонами.
В этой истории Клим Петрович добивается в различных партийных инстанциях присвоения его цеху почётного звания «Цех коммунистического труда». В своих хождениях он следует традициям русского правдоискательства, хотя и по специфически советскому поводу.

…Все смеются на бюро:

«Ты ж, как витязь —

И жилплощадь, и получка по-царски!»

Ну, а я им:

«Извините, подвиньтесь!

Я ж за правду хлопочу, не за цацки!»
Однако, все, к кому обращается Клим Петрович, от местного партбюро до обкома, отказываются присваивать почётное звание выдающемуся цеху, который «работает на весь наш соцлагерь» и «в счёт восьмидесятого года выдаёт свою продукцию людям», ссылаясь при этом на какие-то тонкие соображения и международную обстановку, которые герой, как «партейный человек», должен бы понимать и сам, и предлагают ему «сидеть и не рыпаться». Клим Петрович не может с этим согласиться и доходит до самой Москвы, где, после мытарств по референтам, уклончиво рассуждающих о неуместности его инициативы («Представляешь сам, какую оценку Би-Би-Си дадут подобному факту?»), получает, наконец, окончательный ответ:

— Было б в мире положенье попроще,

Мы б охотно вам присвоили званье.

А так, — говорят, — ну, ты прав, — говорят, —

                И продукция ваша лучшая!

Но всё ж, — говорят, — не драп, —

                               говорят, —

А проволока колючая!..
После отказа самой высокой инстанции Клим Петрович даёт отбой своим правдоискательским устремлениям и выражает несогласие единственно оставшимся для него способом — уходит в запой.
Концовка истории даёт новый поворот всему сюжету, а также обыгрывает советское клише «социалистический лагерь», для которого и производит колючую проволоку цех Клима Петровича. Подобный приём с неожиданной концовкой, популярный в юмористической миниатюре 1960-х годов, Галич использовал и в других своих песнях («Песня об отчем доме», «Ещё раз о чёрте», «Я выбираю Свободу», «После вечеринки» и других). Писатель и литературовед Бенедикт Сарнов тем не менее отмечает, что здесь эффектный финал не вполне соответствует правде жизни, поскольку на практике конечный результат труда сотрудников отличившегося в соцсоревновании предприятия был совершенно неважен, так же, как в первой истории о Коломийцеве никому не было дела до того, что произносит докладчик.

### Плач Дарьи Коломийцевой по поводу запоя её супруга Клима Петровича
Вторая интермедия, расположенная между второй и третьей историей, была написана позже остальных песен цикла, в 1973 году. Эта песня, в отличие от других историй цикла, написана от имени не самого Клима Петровича, а его жены Дарьи и носит скорее юмористический, чем сатирический характер. В ней рассказывается, как жена Клима Петровича, пытаясь вывести мужа из запоя, в который он ушёл после безуспешных поисков справедливости, описанных во второй истории, поставила, по совету знахаря, на богато уставленный стол бутылку, в которую вместо водки был налит керосин. Но Клим Петрович спокойно выпил предложенный ему стакан и, закусив грибочком, сказал только: «Нет, не люблю маслят».  В песне подчёркивается зажиточный по советским меркам быт семьи Коломийцевых, имеющих доступ к обкомовскому распределителю.
Первоначально в названии песни иронически подчёркивался её финал («…и попутно сообщение о том, какой у Клима Петровича оказался тонкий, почти что изысканный вкус»), а текст был длиннее на 20 строк и включал «историческую справку» о семье Коломийцевых («…А мы лет восемь прожили — не стыдно от людей, // В чужой карман не лазили, хранили честь и стать. // Но я могла в мага́зине всегда кой-что достать…»). Позже Галич исключил из песни этот фрагмент, видимо, посчитав, что биография его героев достаточно типична и не требует отдельного изложения.

### О том, как Клим Петрович восстал против экономической помощи слаборазвитым странам
Первое известное исполнение истории, ставшей последней во «внутренней хронологии» цикла и рассказывающей о поездке Клима Петровича в составе профсоюзной делегации в дружественный Алжир, относится к 1971 году. Со второй половины 1971 года она исполнялась автором вместе с другими «коломийцевскими» песнями. Эту историю, согласно авторской ремарке, герой рассказывает «в состоянии крайнего раздражения и позволяет себе, поэтому, некоторые, не вполне парламентские, выражения». В ней предвзятые представления Клима Петровича о загранице сталкиваются с реальностью, в которой он на официальных встречах привычно «кроет НАТО», а вернувшись «в отель их засратый» питается, чтобы не тратить «хоть дерьмовую, а всё же — валюту», исключительно консервами из салаки, которые ему положила в чемодан жена. В конце концов Клим Петрович не выдерживает такой «диеты» и бурно выражает своё недовольство, походя выплёскивая раздражение и на сакральный, казалось бы, для «партейного человека» образ Ленина:

Ну, извелся я!

И как-то, под вечер,

Не стерпел и очутился в продмаге…

Я ж не лысый, мать их так! —

Я ж не вечен,

Я ж могу и помереть с той салаки!
В магазине Клим Петрович, поскольку он «по ихнему плохо читает» и не может объясниться с продавщицей, покупает наугад одну из стоящих на полке баночек. И его постигает жестокое разочарование: в банке оказывается та же салака, да ещё и того же советского производства. Клим Петрович в сердцах возмущается такой «международной помощью» и с удивлением и грустью констатирует окончательное крушение своих представлений, демонстрируя присущее ему «двоемыслие»:

Я то думал — как-никак заграница,

Думал память, как-никак, сохранится,

Оказалось, что они, голодранцы,

Понимают так, что мы — иностранцы!

И вся жизнь их заграничная — лажа!

Даже хуже — извините — чем наша!

## Художественные особенности цикла
Галич, бывший опытным и успешным драматургом и сценаристом, активно применял драматургические приёмы и в своём песенном творчестве. «Коломийцевский цикл» построен как театральное действо с характеризующим главного героя прологом («Избранные отрывки…»), тремя действиями-историями из жизни героя, и двумя разделяющими действиями интермедиями, связанными с основным сюжетом и дополняющими образ Клима Петровича. Неотъемлемой частью цикла, как и многих других произведений Галича, является карнавализация, с профанацией происходящего и выворачиванием смыслов наизнанку. Автор активно использует смешение различных форм в речи своих героев, сохраняя при этом стилистическое единство повествования. Сам Галич говорил, что цикл о Климе Петровиче Коломийцеве — попытка сделать в песенной форме то, что в прозе делал Зощенко.
Манера, в которой написаны истории о Климе Петровиче, как и другие сатирические произведения Галича, близка к традициям французского шансона и «зонгам» Брехта, то есть к песням, построенным на частичном перевоплощении и иронической игре, где исполнитель не отождествляется со своим героем, а всегда несколько отстранён от него. Основное изложение в историях «коломийцевского цикла» ведётся от лица героя, советского партийного функционера, и характеризует как его язык и сознание, так и общий общественный климат его времени. Авторская ирония звучит прежде всего в заголовках песен.
Язык, которым рассказывает свои истории Клим Петрович, близок к языку зощенковских героев, которые органично и неосознанно употребляют в разговорной речи бессмысленные казённые штампы. Сюжеты же, центральным героем которых Клим Петрович оказывается, взрывают обыденность повествования и напоминают невероятные истории Булгакова. Противоречия смыслов в историях о Климе Петровиче подчёркиваются смешением используемых автором при их исполнении ритмов и мелодий, а также восходящего, видимо, к манере исполнения Вертинского приёма, когда авторская интонация противоречит произносимому тексту. В зависимости от контекста ритмические варианты стиха, которым написаны основные истории о Климе Петровиче Коломийцеве, меняются от монометрического песенного до полиметрического говорного, при этом применяется необычная для русской поэтической традиции разновидность логаэдической стиховой формы, получившая название «коломийцевский стих». Эта форма, встречающаяся и в других произведения автора, сформировалась из склонности Галича, прошедшего в молодости поэтическую школу Багрицкого, к неклассическому стихосложению и необходимости адаптировать стих к условиям песни.

## Оценки и актуальность «коломийцевского» цикла
Руководство Союза писателей СССР обвиняло Галича в том, что в цикле о Климе Петровиче Коломийцеве он умышленно искажает образ передовых рабочих и оглупляет рабочий класс. Независимые же исследователи считают, что Клим Петрович является типичным героем своей эпохи и самым ярким из созданных Галичем сатирических образов, который остаётся актуальным и в постсоветской России. Писатель и критик Василий Бетаки охарактеризовал Клима Петровича как «столп нашего общества», тут же отметив, что удерживаться на этом столпе может только общество, подобное Ибанску.
Образ Клима Петровича Коломийцева вошёл в современную речевую субкультуру, цитаты из историй о нём встречаются в различных текстах и заголовках статей, в том числе без кавычек и указания на источник, иногда в изменённом виде. Чаще всего явно или неявно цитируется песня «О том, как Клим Петрович выступал на митинге в защиту мира». Фраза из этой истории «Как мать вам заявляю и как женщина!» употребляется в самых разнообразных контекстах и вариациях и становится в русской речи крылатым выражением. Цитаты из других песен вспоминают реже и обычно в закавыченном виде. Встречается в современных публикациях и сам образ Клима Петровича, который может использоваться как нарицательный, подобно старосветским помещикам или Обломову, или как прецедентный, отсылающий к тексту-источнику и соответствующим историческим реалиям.

### Комментарии
1. 1 2  Официальное определение «знатный» применялось в СССР исключительно к представителям физического труда: «знатный шахтёр», «знатная доярка», «знатный токарь» и т. п., и звучало как бы в противовес термину «слуги народа», означавшему партийно-государственную элиту. В галичевском контексте существенно, что основной функцией тех, кто получал с одобрения партийных органов статус «знатных людей», становилось представление рабочего класса в партийных и государственных структурах и на официальных мероприятиях, а их трудовые успехи (часто фальсифицированные) использовались как повод для изменения производственных норм и снижения расценок[7][8].
2. ↑  Образ из песни А. Галича «Объяснение в любви»: «Я люблю вас — глаза ваши, губы и волосы, // Вас, усталых, что стали, до времени, старыми, // Вас, убогих, которых газетные полосы // Что ни день, то бесстыдными славят фанфарами»[18].
3. 1 2 3  Авторское написание, подчёркивающее разговорную, просторечную манеру рассказа Клима Петровича[32].
4. ↑  Очередная «оговорка» Клима Петровича, относящегося к высокому партийному начальству — Первому секретарю обкома — как к своему барину, владеющему «номенклатурной вотчиной»[33]. В первой редакции этой истории Первый отводил Клима Петровича в «свой буфет» и велел угостить из «фонда личного», что перекликается с эпизодом из поэмы «Кому на Руси жить хорошо», где помещик, довольный «покорной речью» Клима Лавина➤, наливает ему «стакан вина заморского»[31].
5. ↑  В более поздних исполнениях, особенно в малознакомой аудитории, а также при подготовке текстов к публикации Галич мог смягчать «номенклатурный мат»[34] Первого секретаря, заменяя его на вводное слово «грит» или на обращение «брат»[9].
6. ↑  Три перечисленных сорта светлого пива были самыми распространёнными в СССР тех лет, из них «Жигулёвское» - самым дешёвым. Отсутствие пива в продаже — традиционная советская тема и обыгрывается ещё в романе Ильфа и Петрова «Золотой телёнок»[37].
7. ↑  Бранное выражение, пожелание зла, проклятие[39].
8. ↑  Выражение «Мышка кошку родила» в народной фразеологии означает неожиданный, непредсказуемый результат какого-либо дела[40].
9. ↑  В аппарате ЦК КПСС «референтами» назывались рядовые инструкторы, которые в основном исполняли чисто технические обязанности, но также имели право давать руководящие указания по ограниченному кругу вопросов[43].
10. ↑  Выделение слов в тексте — авторское[22], аллюзия на пренебрежительное народное прозвище В. И. Ленина и советский пропагандистский штамп «вечно живой Ленин»[48][49].